# Jessica van der Spil
Jessica van der Spil (Goes, 18 juni 1979) is een voormalig Nederlands judoka die uitkwam bij de zwaargewichten.
Van der Spil won in 1995 voor het eerst een bronzen medaille op de Nederlandse kampioenschappen. Tussen 1997 en 2003 volgden nog twee bronzen, drie zilveren en twee gouden medailles (in 2001 en 2003) bij NK's. Op internationaal vlak waren de meest aansprekende resultaten een zevende plaats bij de Europese kampioenschappen judo 2003 en een bronzen medaille bij de Universiade in datzelfde jaar. Geplaagd door blessures besluit ze in 2006 met judo te stoppen. Ze is tegenwoordig werkzaam als fysiotherapeut.